# Adaluardo
Adaluardo é o nome de dois homens do clero que foram ativos na cristianização sueca do século XI.

## Adaluardo, o Velho
Adaluardo, o Velho (Adalvard) foi um bispo-missionário de Brema, que pregou a fé cristã em Sigtuna, na década de 1060. Tentou induzir o rei Estenquilo a encerrar o templo pagão de Uppsala, mas não teve êxito, e teve de fugir à Gotalândia Ocidental. Era eclesiástico germânico. Ele foi o primeiro deão de Brema, mas ele foi enviado para Escara em Gotalândia Ocidental na Suécia como bispo durante o começo da década de 1060. Adão de Brema escreve bem sobre ele. Na Catedral de Escara, há um cálice com a inscrição Adaluardo, o Pecador (Adalwardus Peccator).

## Adaluardo, o Jovem
Adaluardo, o Jovem, morto após 1072, foi um bispo missionário de Brema, que era ativo em Sigtuna, na Suécia na década de 1060. De acordo com Adão de Brema, Adaluardo tentou fazer o rei da Suécia, Estenquilo fechar o grande templo de Upsália. Essa tentativa falhou e Adaluardo teve que fugir para Gotalândia Ocidental, onde ele sucedeu seu homônimo Adaluardo, o Velho em Skara. Depois, Adaluardo retornou a Brema, onde estava em junho de 1069. Adão de Brema diz que Adaluardo foi sua fonte de interesse por assuntos sobre a Suécia.